# Molí d'en Barata
El Molí d'en Barata, també anomenat Molí del Barata o Molí d'en Cames, és un molí en desús prop de la font de la Riera al poble de Sant Feliu del Racó del terme municipal de Castellar del Vallès (Vallès Occidental).
El molí està situat al costat del riu Ripoll i presenta tres edificacions diferenciades que segueixen el desnivell del terreny, en pendent fins al riu. Era el molí de les masies de Matadepera, així com el dels cereals d'altres llocs. El fet que hi hagi un camí moliner que ve de Matadepera fins al molí destaca la importància que van tenir aquests primitius establiments industrials. L'energia utilitzada era l'aigua. La instal·lació consta de dues plantes. Una bassa situada darrere de l'obrador tirava l'aigua sobre la roda que movia la pedra del molí. Les moles eren estriades, fent que el gra fos encletxat entre dues pedres. Un cop molt, es desplaçava fins a l'exterior. Finalment, es dipositava en un recipient de fusta anomenat farinera.

## Història
El nom prové d'Antoni Barata i Montaña, qui havia estat propietari, qui hi tenia una vintena de telers de cotó; però també era molí fariner. Segons un document de 1710, li havia comprat a Bonaventura Umbert i Joan Umbert, pagesos de Sant Feliu del Racó van vendre el seu molí a Josep Barata i Montaña, pagés de Matadepera. “...per expedició de sos negocis al present, a ells molt urgents, no tenen altre medi, y forma, a ells, y a sos bens menos daños, que per via de la venda perpètua...”. Els Barata també eren propietaris de mas Olivet, del qual formava part el molí junt amb totes les terres del mas, propietat que es tenien com a franc alou.
El molí d'en Barat es documenta en el Reial Cadastre de Castellar del Vallès de 1716 que va portar a terme José Patiño.
Abans del segle xviii, el molí fariner funcionava amb la resclosa (edifici vora el riu). A finals del segle xviii es reformà aquest edifici i es construeix l'edifici industrial hidràulic, a un nivell superior del primer. Del 1858 data el darrer edifici, situat a la part més alta, on s'instal·là una indústria tèxtil hidràulica. El 1873 es fan les reformes d'ampliació d'aquesta part.